# Kurt Ollmann
Kurt Ollmann (Racine, Wisconsin, 9 de enero de 1957), es un barítono de ópera estadounidense, conocido por su frecuente asociación musical con el compositor y director de orquesta Leonard Bernstein desde 1982 hasta la muerte de este último en 1990. Ha participado en óperas, teatro musical y recitales como solista.

## Comienzos
Ollmann nació y creció en Racine, Wisconsin. Desde la edad de 12 a 14, Kurt y su familia vivieron en París. Luego volvieron a Racine, donde asistió a la escuela secundaria Horlick. Asistió al Bowdoin College, donde se graduó en 1977 con una licenciatura en lenguas romances.

## Carrera
Después de la universidad, Ollmann se trasladó a Milwaukee, Wisconsin, para comenzar su carrera como cantante y actor teatral. Estudió canto con Marlena de Malas, Yolanda Marculescu y Gérard Souzay. También se convirtió en un miembro del Skylight Opera Theatre en Milwaukee.
En 1982 Ollmann se trasladó a Nueva York. Allí conoció a Leonard Bernstein y actuó en su ópera A Quiet Place en 1984 y participó en las grabaciones de West Side Story (como Riff) y Candide (Maximiliano), ambas dirigidas por Bernstein.
En la década de 2000 Ollmann se desempeñó como profesor adjunto de música en la Universidad de Wisconsin-Milwaukee.

## Premios y honores
La grabación de Candide de Bernstein de 1989, en la que Ollmann cantó el papel de Maximiliano, ganó el Premio Grammy al mejor álbum de música clásica en 1992.
Ollmann recibió un doctorado honoris causa en música de su alma mater, Bowdoin, en 1988.

## Vida personal
Ollmann es abiertamente homosexual.
En la década de 1990 Ollmann vivió en Santa Fe, Nuevo México, con su entonces compañero, director y libretista de A Quiet Place Stephen Wadsworth. En el año 2000 Ollmann regresó a Milwaukee.
Su actual pareja es Bill Lavonis, un tenor operístico, con quien comenzó a salir en 2000. En ocasiones han actuado juntos.
En 2014, ambos se trasladaron a la Savannah, Georgia.